# Puente de Domingo Flórez
Puente de Domingo Flórez (em galego, A Ponte de Domingos Flórez ou simplesmente A Ponte) é um município da Espanha na província de León, comunidade autónoma de Castela e Leão, de área 59,39 km² com população de 1852 habitantes (2004) e densidade populacional de 31,18 hab/km².

## Demografia
| Variação demográfica do município entre 1991 e 2004 | Variação demográfica do município entre 1991 e 2004 | Variação demográfica do município entre 1991 e 2004 | Variação demográfica do município entre 1991 e 2004 |
| --------------------------------------------------- | --------------------------------------------------- | --------------------------------------------------- | --------------------------------------------------- |
| 1991                                                | 1996                                                | 2001                                                | 2004                                                |
| 2045                                                | 1980                                                | 1930                                                | 1852                                                |